# Jin Ziwei
Dans ce nom chinois, le nom de famille, Jin, précède le nom personnel.
Jin Ziwei, née le 17 octobre 1985 à Shenyang, est une rameuse d'aviron chinoise.

## Carrière
Jin Ziwei est médaillée de bronze aux Championnats du monde d'aviron 2007 à Munich et médaillée d'or aux Jeux olympiques d'été de 2008 à Pékin en quatre de couple.